# Gymnodactylus vanzolinii
Gymnodactylus vanzolinii — вид геконоподібних ящірок родини Phyllodactylidae. Ендемік Бразилії. Вид названий на честь бразильського герпетолога Пауло Ванзоліні.

## Поширення і екологія
Gymnodactylus vanzolinii мешкають в штаті Мінас-Жерайс, на півночі гірського хребта Серра-ду-Еспіньясу, в гірських масивах Сінкура і Чапада-Діамантіна. Вони живуть у високогірних заростях кампос-рупестрес, в тріщинах серед скель. Ведуть нічний спосіб життя.